# Большинцов Мануель Володимирович
Мануель Володимирович Большинцов (2 грудня (нар. 15 грудня) 1902, Катеринослав, Російська імперія — пом. 23 липня 1954) — радянський кінодраматург і кінорежисер.

## Біографія
Був одним з організаторів кіностудії «Кінокомсомол» (Ростов-на-Дону). Тут, а також на Ялтинській та інших кінофабриках, поставив ряд фільмів. 
З 1931 працював сценаристом. Перша значна робота — фільм «Селяни» (1935, спільно з Ф. М. Ермлером і В. Портновим). У 1938—1939 за сценарієм Большинцова (написаним спільно з М. Ю. Блейманом і режисером Ф. М. Ермлером) поставлений один з видатних радянських фільмів «Великий громадянин».
У роки Великої Вітчизняної війни був головним редактором Центральної студії документальних фільмів, написав сценарії та тексти документальних фільмів — «Від Вісли до Одеру» (1945), «Донбас» (1946), «Дніпрогес» (1948) та інших, художніх фільмів — «Небо Москви» (1944, спільно з М. Ю. Блейманом), «Вони спустилися з гір» (1955, спільно з А. І. Беліашвілі).

## Нагороди
- Сталінська премія (1941).
- Нагороджений орденом Трудового Червоного Прапора і медалями.